# 抽樣誤差
在统计学中，抽樣誤差指的是抽樣時造成的偏差。由於樣本不可能包含母體的所有成員，因此樣本的估计量通常與整體的母數不同，所以估计量與母數之間會存在差異，這種差異就是抽樣誤差。例如如果對一百萬人口中的一千個個體的身高進行測量，這一千個人的平均身高通常與該國所有一百萬人的平均身高不同。